# Серебристая миагра
Серебристая миагра (лат. Myiagra rubecula) — вид птиц семейства монарховых (Monarchidae). Выделяют шесть подвидов. Распространены в Австралии, на Новой Гвинее и близлежащих островах.

## Описание
Серебристая миагра достигает длины 14,5—16 см и массы 10—15 г. Оперение блестящего свинцово-серого цвета с коричневатым оттенком крыльев. Клюв иссиня-чёрный, ноги чёрные, радужная оболочка тёмно-коричневая. Выражен половой диморфизм. У самцов более тёмная уздечка, белые грудь и брюхо; в то время как у самок оранжево-коричневые горло и грудь, а брюхо белое. Молодь похожа на взрослую самку, но с более бледными краями крыльев.

## Биология
Естественной средой обитания являются склерофильные эвкалиптовые леса, окраины тропических лесов, мангровые заросли и прибрежный скрэб. Насекомоядная птица, очень активная и проворная, постоянно прыгает между ветвями и ловит насекомых в полете.

### Размножение
Сезон размножения продолжается с сентября по февраль. Гнездо представляет собой глубокую чашу, сделанную из полосок коры и сухой травы, сплетённых вместе с паутиной и украшенную лишайником; обычно располагается на небольшой ветке на достаточном расстоянии от ствола большого дерева примерно в 5—10 м над землей. В кладке два или три яйца размером 17 х 14 мм; белого цвета с голубоватым, сероватым или лавандовым оттенком и тёмно-серо-коричневыми пятнами. Они имеют необычную припухлую овальную форму. На этом виде паразитирует щетинистая кукушка (Cacomantis variolosus). В насиживании яиц и выкармливании птенцов принимают участие оба родителя, хотя самка берет на себя немного больше обязанностей и также чаще участвует в насиживании в ночное время. Часто наблюдается повторное гнездование, поскольку успешность гнездования невелика, только в 23% случаев птенцы успешно оперяются.

## Подвиды и распространение
Выделяют шесть подвидов:
- M. r. sciurorum  Rothschild & Hartert, 1918 — острова  Д’Антркасто и Луизиада
- M. r. papuana  Rothschild & Hartert, 1918 — юг и юго-восток Новой Гвинеи и острова в Торресовом проливе
- M. r. concinna Gould, 1848 — северо-запад и центр Австралии
- M. r. okyri  Schodde & Mason, 1999 — полуостров Кейп-Йорк
- M. r. yorki Mathews, 1912 — северо-восток и восток Австралии
- M. r. rubecula (Latham, 1801) —юго-восток Австралии